# François Joseph Boulay de la Meurthe
François Joseph Boulay de la Meurthe, född den 6 november 1799 i Nancy, död den 7 maj 1880 i Paris, var en fransk baron och politiker. Han var son till Antoine Boulay de la Meurthe.
Boulay de la Meurthe var generalsekreterare i åkerbruks- och handelsministeriet och blev 1837 statsråd, vilka funktioner han bibehöll under 1848 års republik och andra kejsardömet. Som ivrig bonapartist blev han 1855 utnämnd till president för en av statsrådets sektioner och 1857 till senator. År 1869 motsatte han sig kejsardömets ombildning i liberal riktning och drog sig efter 1870 från politiken.